# Kenya Defence Forces

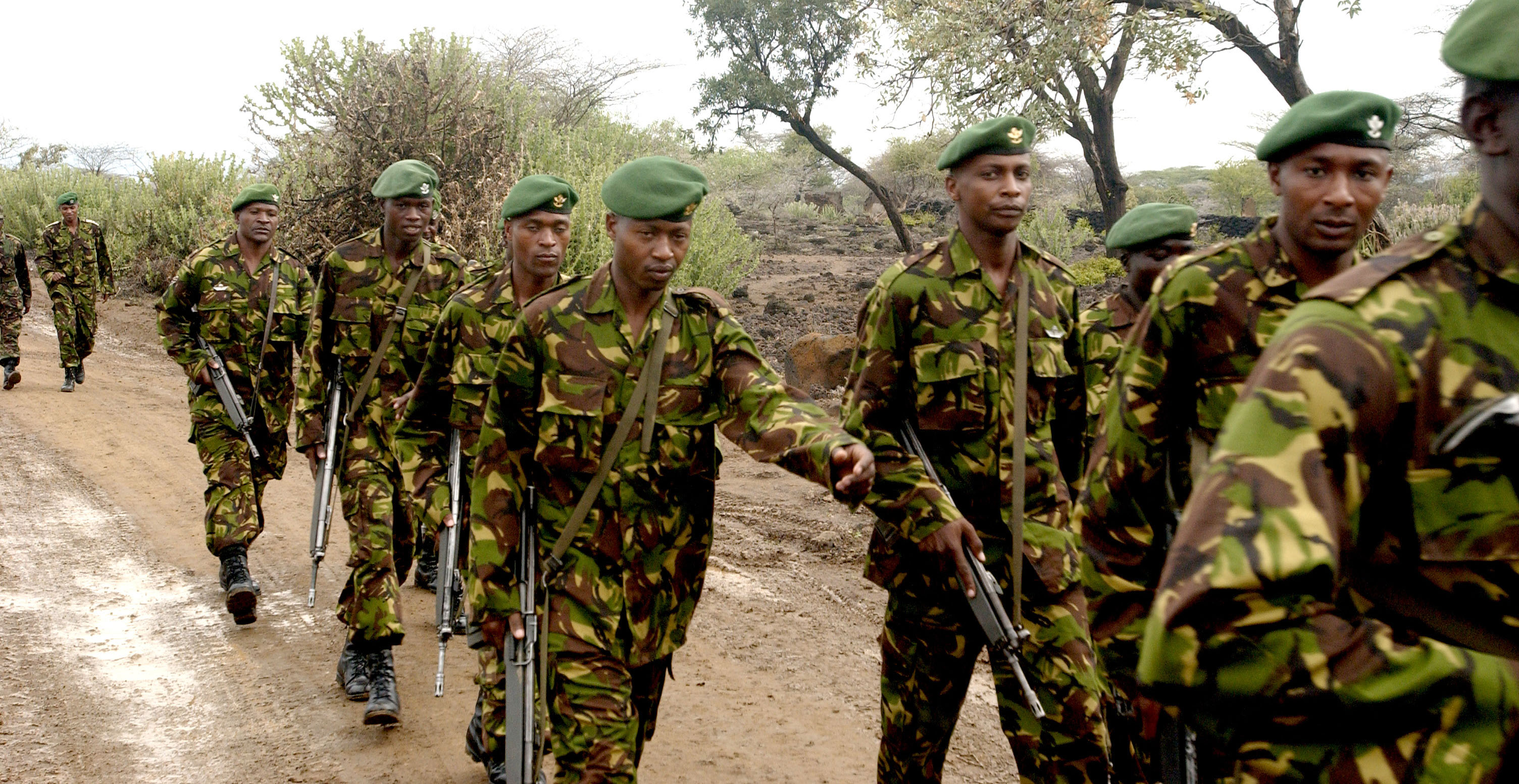
Kenianische Soldaten

Die Kenya Defence Forces (KDF) sind die Streitkräfte der Republik Kenia. Sie wurden im Jahre 1963, nach der Unabhängigkeit Kenias, aus den Teilen der King’s African Rifles gebildet. Oberbefehlshaber ist der kenianische Präsident.

## Geschichte
Die Geschichte der kenianischen Streitkräfte ist eng mit den britischen Kolonialtruppen in Britisch-Ostafrika verbunden. Im Jahre 1902 wurden die King’s African Rifles aus verschiedenen bestehenden Einheiten als Regiment aufgestellt. Es nahm im Gebiet der heutigen Zentralregion in Kenia im Jahre 1953 am Mau-Mau-Krieg teil. Nach der Unabhängigkeit Kenias im Jahre 1963 bildeten drei Bataillone des Regiments, die vollständig übernommen wurden, den Grundstock für die kenianischen Landstreitkräfte. Luftstreitkräfte und Marine wurden mit britischer Hilfe in den folgenden Jahren aufgebaut.
1979 wurden erstmals Frauen in die Streitkräfte Kenias aufgenommen. Das Women´s Services Corps bestand zunächst aus 150 weiblichen Soldaten.
Im Jahre 1982 verübten einige Soldaten der Luftstreitkräfte einen Putschversuch. Daraufhin wurden mehr als 1000 Soldaten der Luftstreitkräfte entlassen, die Kenya Air Force als eigenständige Teilstreitkraft aufgelöst und die verbliebenen Verbände den Landstreitkräften unterstellt. Die Luftstreitkräfte erhielten erst 1994 ihre Selbstständigkeit zurück. In den 1990er Jahren wurde die kenianische Armee hauptsächlich zur Grenzsicherung, während des somalischen Bürgerkrieges, an der kenianisch-somalischen Grenze eingesetzt. Seit 2007 stellt sie ein Kontingent für AMISOM in Somalia.
2019 genehmigten die USA der kenianischen Regierung umfangreiche Militärhilfe. Es wurden MD-530 Mehrzweckhubschrauber zum Kampf gegen die somalische Terrormiliz Al-Shabab geliefert.
Außerdem lieferten die USA 2019 13 AT 802-Aufklärungsflugzeuge, die USA wollen so die Aufklärungsfähigkeit der kenianischen Streitkräfte in der Grenzregion zu Somalia fundamental verbessern.
Im Rahmen der ANISOM Mission sind kenianische Streitkräfte bis voraussichtlich bis zum Jahr 2025 in Somalia eingesetzt.
Am 23. März 2022 kam es in Mogadischu zu einem Anschlag bei dem 10 kenianische Soldaten getötet worden. Daraufhin haben kenianische Einheiten Offensiven gegen die Terrormiliz Al-Shabab durchgeführt.

## Ausländische Militärpräsenz
Seit 2010 sind britische Truppen in Kenia stationiert, um zunächst kenianische Truppen in kleinem Umfang auszubilden. Die britische Mission BATUK (British Army Training Unit Kenya) umfasst ca. 100 Soldaten und bildet im Jahr tausende kenianische Soldaten aus. Hierbei werden achtwöchige Speziallehrgänge zur Terrorismusbekämpfung und zur Gesprächsführung durchgeführt. Neuerdings werden auch Pionierschulungen durchgeführt. Zudem befinden sich 260 weitere britische Spezialeinheiten in Nairobi um die kenianischen Spezialeinheiten auszubilden. Zudem werden im geringen Umfang leichte Waffen aus dem Vereinigten Königreich an die kenianische Armee geliefert.
Seit 2021 sind ca. 167 US-amerikanische Spezialeinheiten in Kenia stationiert. Sie bilden kenianische Truppen in den Gebieten Häuserkampf und in Waffenkunde aus. Zudem führen sie zusätzlich dazu Operationen mit kenianischen Spezialeinheiten zusammen durch. Zudem lieferten die USA Kenia Nachtsichtfertigkeiten.

## Organisation
Oberste politische Führungsebene ist das Ministry of State for Defence, aus dem der Chief of Defence Forces, ein General, die drei Teilstreitkräfte führt. Direkt dem Ministerium nachgeordnet sind ebenfalls die Schulen für die Aus- und Weiterbildung der Offiziere:
- Kenya Military Academy für die Ausbildung der Kadetten (Offizieranwärter)
- Defence Staff College für die Ausbildung von Stabsoffizieren
- National Defence College für die Aus- und Weiterbildung von Personal in Spitzenpositionen

Aktuell  wird die Armee durch den Ankauf neuer Waffensysteme wie dem Mil Mi-28 Kampfhubschrauber, der Nora B-52 Haubitze und den BOV modernisiert. Dies dürfte im Zusammenhang stehen, dass Kenia immer wieder Ziel von Übergriffen durch die al-Shabaab Milizen aus Somalia ist.

## Teilstreitkräfte

### Kenya Army
Die rund 20.000 Mann starke Armee Kenias ist in fünf Brigaden gegliedert und verfügt über folgende Waffensysteme.
Fahrzeuge
- 76 Kampfpanzer Vickers MBT
- 72 Panzerwagen Panhard AML
- 20 Spähpanzer Ferret
- 10 Spähpanzer Alvis Saladin
- 100 Humvees
- 30 155-mm-Haubitze Nora B-52
- 12 40*122-mm-Raketenwerfer BM-21
- 85–105 Schützenpanzer BMP-1
- 24 Schützenpanzerwagen BTR-60
- Transportpanzer BOV (werden aktuell  geliefert)
- 35 Transportwagen WZ551
- 52 Transportwagen UR-416

Luftverteidigungssysteme
- Rapier (Rakete) SAM
- Buk M1 SAM
- Mistral (Rakete) (tragbare Infanterie Version)
- 40-mm-Bofors-Geschütz
- Oerlikon 35-mm-Zwillingskanone
- 20-mm-Oerlikon-Kanone
- ZPU-4
- M45 Quadmount

Artillerie
- 6 203-mm-Haubitze 2S7
- 9 105-mm-Haubitze Mod 56
- 40 105-mm-Haubitze M119
- 12 120-mm-Mörser Brandt
- 60 81-mm-Mörser L16

Infanteriewaffen
- Pistole FN Browning HP
- Sturmgewehr HK G3
- Sturmgewehre AK-101, AK-47
- Sturmgewehr L1 A1
- Sturmgewehr M16 (Gewehr)
- Sturmgewehr IMI Galil
- Maschinenpistole HK MP5
- Maschinenpistole Sterling
- Maschinengewehr FN Minimi
- Maschinengewehr IMI Negev
- Maschinengewehr FN MAG
- Maschinengewehr AA-52
- Maschinengewehr Browning M2
- Maschinengewehr PK
- Panzerfaust Raketenrohr 80
- M20 Super Bazooka
- Lenkwaffe MILAN

### Kenya Air Force
Die Kenya Air Force verfügt über 2500 Soldaten und folgende Flugzeuge und Hubschrauber (Stand 2020).
| Luftfahrzeuge             | Herkunft               | Verwendung                            | Version      | Aktiv | Bestellt | Anmerkungen |
| ------------------------- | ---------------------- | ------------------------------------- | ------------ | ----- | -------- | ----------- |
| Northrop F-5              | Vereinigte Staaten     | Kampfflugzeug Schulflugzeug           | F-5E F-5F    | 17 6  |          |             |
| Cessna 208                | Vereinigte Staaten     | Aufklärungsflugzeug Transportflugzeug |              | 2 2   |          |             |
| Harbin Y-12               | Volksrepublik China    | Transportflugzeug                     |              | 10    |          |             |
| Alenia C-27J              | Italien                | Transportflugzeug                     |              | 3     |          |             |
| Grob G 120A               | Deutschland            | Schulflugzeug                         |              | 5     |          |             |
| Short Tucano              | Vereinigtes Königreich | Schulflugzeug                         | T51          | 12    |          |             |
| de Havilland Canada DHC-5 | Kanada                 | Transportflugzeug                     |              | 3     |          |             |
| De Havilland DHC-8        | Kanada                 | Transportflugzeug                     |              | 3     |          |             |
| Bell AH-1 Cobra           | Vereinigte Staaten     | Kampfhubschrauber                     | AH-1F        | 2     |          |             |
| AgustaWestland AW139      | Italien                | Mehrzweckhubschrauber                 |              | 3     |          |             |
| H125 Écureuil             | Frankreich             | Mehrzweckhubschrauber                 | H125M        | 9     |          |             |
| Hughes OH-6               | Vereinigte Staaten     | Mehrzweckhubschrauber                 | MD500 MD530F | 45    |          |             |
| Mil Mi-8                  | Sowjetunion            | Transporthubschrauber                 | Mi-171       | 2     |          |             |
| Aérospatiale SA 330       | Frankreich             | Transporthubschrauber                 |              | 13    |          |             |
| Bell UH-1                 | Vereinigte Staaten     | Mehrzweckhubschrauber                 | UH-1H        | 7     |          |             |
| Harbin Z-9                | Volksrepublik China    | Mehrzweckhubschrauber                 |              | 6     |          |             |

Die letzten 16 Mil Mi-28 Kampfhubschrauber wurden ausgemustert.

### Kenya Navy
Die Kenya Navy hat eine Stärke von 1600 Soldaten.